# I. Richárd normandiai herceg
I. Richárd (933. augusztus 28. – Fécamp, 996. november 20.), ragadványnevén Rettenthetetlen Richárd, Normandia harmadik hercege volt 942 – 996 között.

## Élete
I. Vilmos normandiai herceg és Sprota breton nemeshölgy fiaként született, Rollo normandiai herceg unokája volt. Mindössze kilencéves volt, mikor apja meghalt, ezt kihasználva, IV. Lajos nyugati frank király lefoglalta Normandia területét saját maga számára, a terület déli részét Nagy Hugó frank hercegnek juttatta. Lajos Richárdot Lâon várában tartotta fogva, ahonnan azonban sikeresen megszökött, majd 946-ban a normann nemesség nagy része által támogatva visszatért és 947-re visszafoglalta Normandia teljes területét.
Richárd uralkodása idején fejeződött be Normandia lakosságának megtérítése a keresztény hitre és integrálása a feudális államszervezetbe, ez utóbbi olyan jól sikerült, hogy Normandia lett a kontinens leginkább feudális alapokon működő országa. Richárd a normann hadsereget is átszervezte, a páncélos nehézlovasságra helyezve a fő hangsúlyt.
Uralkodása Normandiának egy - nagyrészt - békés periódusa volt, a kezdeti rossz viszony után kibékült Hugó herceggel, sőt kapcsolatuk szorosabbá tételéért feleségül vette Hugó lányát, Emmát. Hugó azonos nevű fia, a Capeting-ház megalapítója, apja halála után francia király lett és Richárd önként vazallusává vált.
Richárd kétszer nősült, első feleségétől Emmától nem született gyermeke. Miután Emma 968-ban elhunyt, Richárd 989-ben feleségül vette korábbi szeretőjét, Gunnorát, akitől nyolc gyermeke született, melyek közül az idősebbik II. Richárd követte apját a trónon. Nyolc gyermekén kívül még legkevesebb öt zabigyereke is volt.